# Ракель Мельер
Раке́ль Мелье́р, иногда Ракель Мелле́р, настоящее имя Франсиска Романа Марке́с Ло́пес (исп. Raquel Meller; 9 марта 1888 года, Тарасона — 26 июля 1962 года, Барселона) — испанская певица, актриса кино, звезда межвоенной эпохи.

## Биография
Ракель Мельер родилась 9 марта 1888 года в Тарасоне в семье кузнеца Телесфоро Маркеса Ибаньеса и лавочной торговки Изабель Лопес Сайнс. Работала в пошивочной мастерской, где познакомилась с постоянной клиенткой известной певицей Мартой Оливер. Под её покровительством дебютировала в 1908 году в Мадриде под именем Прекрасная Ракель, вскоре взяла псевдоним, под которым стала знаменита. Немецкая фамилия, вероятно, была знаком уважения к этой нации. В 1917 году выступила в Барселоне, с 1919 года выступала в Париже. Пела в наиболее популярных мюзик-холлах французской столицы — Альгамбра, Казино де Пари, Палас, Олимпия. Концертировала в Аргентине, Уругвае, Чили, США.

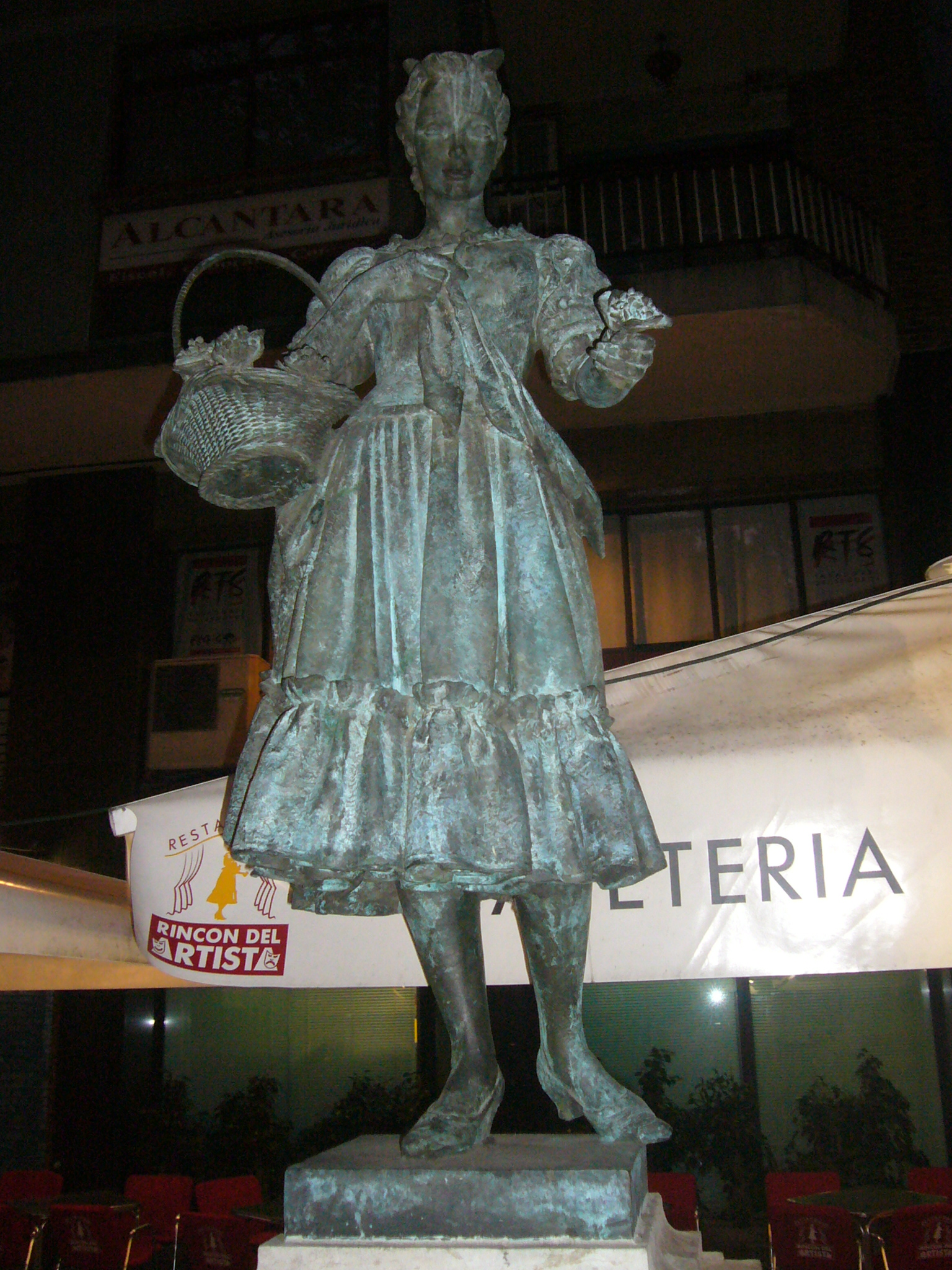
Памятник Ракель Меллер в Барселоне

В 1917 году Ракель познакомилась с гватемальским писателем и дипломатом Энрике Гомесом Каррильо, с которым они поженились в 1919 году (развелись в 1922) . В том же 1919 году состоялись её триумфальные выступления в Париже. В том же году начала сниматься в кино. Чарли Чаплин собирался снимать её в главной роли в своем фильме «Огни большого города», но эти планы не реализовались, хотя песня Меллер «Продавщица фиалок» была использована в картине. Наиболее известными остались роли Меллер в фильме «Королевские фиалки» 1924 год (звуковой вариант 1932 год) и в ленте Жака Фейдера «Кармен» 1926 год, в этом фильме в маленькой роли снялся Луис Бунюэль, вспомнивший позднее об этом эпизоде в своих мемуарах «Последний вздох». Дружила с Карлосом Гарделем и Морисом Шевалье, её искусством восхищалась Сара Бернар.
В 1937 году эмигрировала в Аргентину, где жила до 1939 года. Затем вернулась в Барселону и второй раз вышла замуж — за французского предпринимателя Демона Сайака, жила вне публичной сферы до самой кончины. Похоронена на Монжуикском кладбище при огромном скоплении народа.

## Посмертная судьба

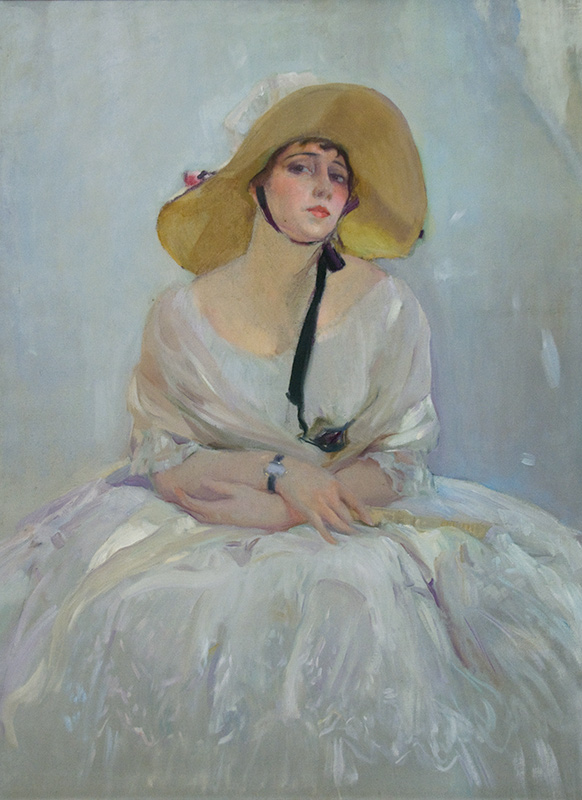
Хоакин Соролья. Портрет Ракель Мельер, 1918 год

Ракель Мельер (в варианте — Ракель Меллер) посвящена одноимённая песня Александра Вертинского «Из глухих притонов Барселоны…». Продолжательницей и подражательницей Мельер в кино стала Сара Монтьель, исполнившая многие песни из её репертуара и собиравшаяся играть её роль в биографическом фильме (этому воспрепятствовали родственники певицы, но под влиянием этого замысла был создан популярный фильм «Королева Шантеклера», 1962 год).

## Наследие
В родном городе Мельер, в Тарасоне, в Театре изящных искусств при ратуше находится постоянная музейная экспозиция, посвященная актрисе и её творчеству.